# 木村拓也 (教育学者)
木村 拓也（きむら たくや、1978年1月 - ）は、日本の教育学者。専門は教育社会学、教育測定・評価論。2021年1月に大学入試の専門職団体「一般社団法人大学アドミッション専門職協会」を設立し、理事長として専門職の研修を行う。独立行政法人大学入試センター客員教授。

## 学歴
- 1978年1月　兵庫県で出生
- 2005年3月　東京大学大学院教育学研究科総合教育科学専攻修士課程修了、修士（教育学）の学位を取得
- 2007年3月　東北大学大学院教育情報学教育部教育情報学専攻博士後期課程中退
- 2009年3月　東北大学大学院教育学研究科より論文博士として博士（教育学）の学位を取得

## 職歴
- 2007年4月～2008年3月　京都大学経済研究所教育経済学研究部門助教
- 2008年4月～2012年9月　長崎大学アドミッションセンター助教・准教授
- 2012年10月～ 九州大学基幹教育院人文社会科学部門准教授
- 2012年10月～ 九州大学アドミッションセンター准教授（兼務）
- 2013年7月～ 九州大学教育改革企画支援室室員（兼務）
- 2014年8月～ 九州大学第三段階教育研究センター(先導的学術拠点) 学位資格国際比較研究部門准教授（併任）
- 2015年4月～ 九州大学大学院人間環境学府教育システム専攻 教育社会計画学講座准教授（併任）
- 2021年1月～ 一般社団法人大学アドミッション専門職協会理事長

## 専門分野
教育テスト論・教育行動計量学・計量歴史社会学
- テスト(測定/評価)政策・制度

歴史資料に残された各種統計・テストデータの再分析、マクロデータを用いた教育制度分析、テスト及び質問紙の信頼性向上に関する研究を中心に研究を進める。

## 著書・論文

### 著書
（編著）
- 西村和雄・大森不二雄・倉元直樹・木村拓也編『シリーズ 日本の教育を問いなおす1ーー拡大する社会格差に挑む教育』東信堂、2010年9月
- 西村和雄・大森不二雄・倉元直樹・木村拓也編『シリーズ 日本の教育を問いなおす2ーー混迷する評価の時代, 教育評価を根底から問う』東信堂、2010年9月

（共著）
- 林泰成・山名淳・下司晶・古屋恵太編『教員養成を哲学するーー教育哲学に何ができるか』東信堂、2014年9月
- 繁桝算男編『新しい時代の大学入試』金子書房、2014年5月
- 清水亮・橋本勝編『学生と楽しむ大学教育ーー日本的UDという発想』ナカニシヤ出版、2013年12月
- 東北大学高等教育開発推進センター 編『高等学校学習指導要領 v.s. 大学入試ーー高校教育の規定要因を探る』東北大学出版会、pp.125-156、2012年3月
- 東北大学高等教育開発推進センター 編『高大接続関係のパラダイム転換と再構築』東北大学出版会、2011年3月
- 中村高康編『リーディングス 日本の高等教育 第1巻 大学への進学ーー選抜と接続』玉川大学出版会、2010年10月
- 荒井克弘・倉元直樹編『全国学力調査 ——日米比較研究』金子書房、2008年5月

### 主要論文
- 木村拓也「『多様な大学入学者選抜』制度の今日的状況--現実と理想が邂逅する『現場』からの所感」『教育制度学研究』第19号、pp. 37-52、2012年11月.
- 木村拓也「大学イメージのテキストマイニングーー高大連携事業における印象変化の測定」『教育情報学研究』第11号、pp. 51-67、2012年8月.
- 木村拓也「大学満足度の学年変化とその規定要因の探索ーー項目反応理論とInterruptive Structual Modelingを用いた分析」『クオリティ・エデュケーション』4号、pp.73-92、2012年3月.
- 木村拓也「日本における『テストの専門家』を巡る人材養成状況の量的把握」『日本テスト学会誌』vol.6、2010年5月、pp.29-49.
- 木村拓也・ 吉村宰「AO入試の信頼性評価の研究—— 一般化可能性理論による検討」『大学入試研究ジャーナル』20号、2010年3月、pp.81-90.
- 木村拓也「<文化伝達>としての教育論・再考ーーレイモンド・ウィリアムズの文化社会学と教育論」『教育文化』19号、pp.57-87、2010年3月.
- 木村拓也「高校での探求学習経験が初年次学生に与える影響——JFS2008の結果から」『クオリティ・エデュケーション』3号、pp.77-94、2010年3月.
- 木村拓也・ 西郡大・山田礼子「高大接続情報を踏まえた大学教育効果の測定——潜在クラス分析を用いた追跡調査モデルの提案」『高等教育研究』12号、pp.189-214、2009年5月.
- 木村拓也「大学入学者選抜は『高大連携活動』をどこまで評価すべきか？——「評価尺度の多元化・複数化」が孕む大学入学者選抜制度の自己矛盾」『クオリティ・エデュケーション』2号、pp.137-155、2009年3月.
- 木村拓也「格差を拡げる大学入試はどのように始まったのか？——日本におけるオープンアドミッション・システムの淵源」『クオリティ・エデュケーション』1号、pp.91-113、2008年3月.
- 木村拓也「大学入学者選抜と『総合的かつ多面的な評価』——46答申で示された科学的根拠の再検討」日本教育社会学会編『教育社会学研究』第80号、2007年5月、pp.165-186.
- 木村拓也「ジョン・デューイと教育統計」日本デューイ学会編『日本デューイ学会紀要』第47号、pp.47-56、2006年10月.
- 木村拓也「戦後日本において『テストの専門家』とは一体誰であったのか？ ——戦後日本における学力調査一覧と『大規模学力テスト』の関係者一覧」『教育情報学研究』第4号、pp.67-100、2006年3月.
- 木村拓也・ 倉元直樹「戦後大学入学者選抜における原理原則の変遷——『大学入学者選抜実施要項』「第1項 選抜方法」の変遷を中心に」国立大学入学者選抜連絡協議会編『大学入試研究ジャーナル』第16号、pp.187-195、2006年3月.

## 所属学会
- 日本教育社会学会
- 日本テスト学会
- 日本行動計量学会
- 日本高等教育学会
- 日本教育制度学会
- 日本大学教育学会
- 日本初年次教育学会
- 日本教育哲学会
- 日本教育思想史学会
- 日本デューイ学会
- International Society for Education
- Association for Institutional Research

## 受賞歴
- 日本テスト学会 大会発表賞(第5回大会)2007年12月
- 日本テスト学会 大会発表賞(第6回大会)2009年5月
- 日本テスト学会論文賞2010年8月
- 日本教育社会学会第4回奨励賞(論文の部)2010年9月
- International Society for Education(国際教育学会) 舘糾賞(第5回)2011年8月